# 第五代馬爾博羅公爵喬治·史賓賽-邱吉爾
喬治·史賓賽-邱吉爾（英語：George Spencer-Churchill，1766年3月6日—1840年3月5日），第五代馬爾博羅公爵，史賓賽家族的成員。

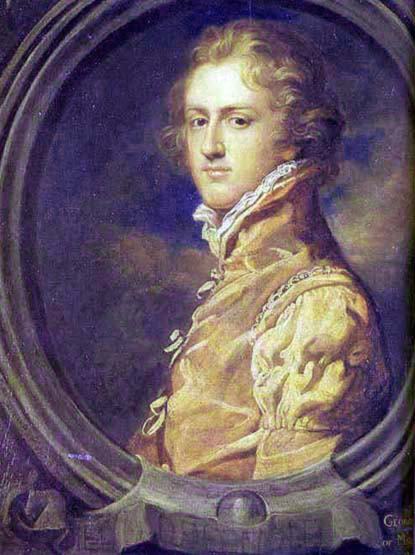

原名喬治·史賓賽，當他於1817年繼承父親的公爵爵位時將姓氏改為「史賓賽-邱吉爾」，以紀念第一代公爵約翰·邱吉爾。

## 家庭
1791年，喬治與蘇珊·史都華結婚，兩人共有四個兒子：
1. 喬治（1793年—1857年）
2. 查爾斯（英语：Lord Charles Spencer-Churchill）（1794年—1840年）
3. 喬治·亨利（1796年—1828年）
4. 亨利·約翰（1797年—1840年）